# Dąbrówka (Czerwonka)
Pour les articles homonymes, voir Dąbrówka.
Dąbrówka (prononciation : [dɔmˈbrufka]) est un village polonais de la gmina de Czerwonka dans le powiat de Maków de la voïvodie de Mazovie dans le centre-est de la Pologne.
Il se situe à environ 2 kilomètres au nord de Czerwonka (siège de la gmina), 9 kilomètres au nord-est de Maków Mazowiecki (siège du powiat) et à 79 kilomètres au nord de Varsovie (capitale de la Pologne).
Le village possède approximativement une population de 500 habitants.

## Histoire
De 1975 à 1998, le village appartenait administrativement à la voïvodie d'Ostrołęka.